# Liste der Lieder von Claire Waldoff
Die Liste der Lieder und Chansons von Claire Waldoff enthält in chronologischer Reihenfolge Lieder und Chansons, die von Claire Waldoff in ihren jeweiligen Jahresprogrammen erstmals vorgetragen wurden. In den Klammern sind, soweit bekannt, Komponisten (M.) und Texter (T.) der Lieder und Chansons angegeben.

## 1909
- Er ist nach mir verrückt (M.: Max Kluck, T.: Ludwig Mendelssohn?)[1]
- Das Varieté
- Das Schmackeduzchen (M.: Walter Kollo, T.: Hermann Frey)

## 1910
- Det Scheenste sind die Beenekins (M: Walter Kollo, T.: C. Waldoff)
- Kuno der Weiberfeind (Rudolf Nelson)
- Morgens willste nicht und abends kannste nicht (E. Hartmann)
- Mir hab’n se de Gurke vom Schnitzel weggemopst

## 1911
- ’ne dufte Stadt ist mein Berlin (M.: Walter Kollo, T.: Hardt)
- Wenn der Bräutigam mit der Braut so mang die Wälder geht (M.: Walter Kollo, T.: Hardt)
- Nach meine Beene is ja janz Berlin verrückt (M.: Walter Kollo, T.: Hardt)
- Was liegt bei Lehmann unterm Apfelbaum (M.: Walter Kollo, T.: A.O. Alberts)
- Knoll der Trommler (Soldatenlied)
- Der kleine Kadett (Soldatenlied)
- Und wieder stand ich Wache (Soldatenlied)
- Knoll, jawoll (Soldatenlied)

## 1912
- Soldatenmarschlied (= Wenn die Soldaten durch die Stadt marschieren, J.F. Rollers)
- Er stand beim Train (= Die Tante aus Hamburg) (Heinrich Lautensack)
- Gustav mit’m Simili (M.: O.B. Roeser, T.: Harry Senger)
- Das noble Berlin (M.: Georg Mewes, T.: Harry Senger)
- Na, dann laß es dir mal jut bekommen (M.: Walter Kollo, T.: Hartmann)

## 1913
- Mir ist so trübe (Soldatenlied)
- Klärchen aus dem Gartenhaus (Harry Senger)
- For mir (Köchinnenlied) (Harry Senger)
- Ich gehe meinen Schlendrian (Studentenlied)
- So denkt im Frühling die Berlinerin (Hermann Schultze-Buch)
- Was meinste Mensch, wie man sich täuschen kann (M.: Gutkind, T.: Willy Hagen)
- Es ist nicht gerade angenehm (Jobst Haslinde)
- Kusslehre (Jobst Haslinde)
- Herr Meyer, Herr Meyer, wo bleibt denn bloß mein Reiher (aus der Operette „So bummeln wir“) (Jean Gilbert)
- Die Berliner Pflanze (M.: Otto Erich Lindner, T.: Alexander Tyrkowski)
- Berlin, so siehste aus (Niklas-Kempner)
- Hermann heeßt er (Ludwig Mendelssohn)
- Zippel-Polka (Hermann Schultze-Buch)
- Moritat (Ludwig Mendelssohn)
- Argentinisch (M.: Ehrlich, T.: Alexander Tyrkowski)
- Fern der Heimat (Soldatenlied)
- Das Produkt unserer Zeit (vor 1914)
- Des Treulosen Entschuldigung (vor 1914)

## 1914
- Kann ich dafür? (Jobst Haslinde)
- Burlala (Studentenlied)
- Der Soldate (Marsch-Duett aus der Operette „Immer feste druff“, mit Karl Gessner) (Walter Kollo)
- Auf der Banke, an der Panke (aus der Operette „Immer feste druff“, mit Karl Gessner) (Walter Kollo)
- Soldaten-Romanze (um 1914)

## 1915
- Waldmar-Mieze-Duett (aus der Operette „Woran wir denken“, mit Guido Thielscher) (M.: Jean Gilbert, T.: Walter Turzinsky)
- Mein Justav (aus der Operette „Woran wir denken“) (M.: Jean Gilbert, T.: Walter Turzinsky)
- Da kann kein Kaiser und kein König was machen (Musik nach dem Motiv eines alten Soldatenliedes, T.: Claire Waldoff)
- Es steht ein Storch auf einem Bein

## 1916
- Wozu hat der Soldat eine Braut? (Bromme)
- Maxe von der schweren Artillerie! (Leander)
- Kriegslied eines Tertianers (Ludwig Mendelssohn)
- Dann hat Reserve Ruh (Konrad Scherber)
- Schlesisches Soldatenlied (Willy Prager)
- Jetzt ist’s zu Ende mit der Schiesserei (Hartmann)

## 1917/18
- Die Laubenkolonie (Ludwig Mendelssohn)
- Frau Kulickes Ermahnungen an ihre Tochter Hulda (Ernst Petermann)
- Was nützt denn den Mädchen die Liebe (aus der Operette „Drei alte Schachteln“) (M.: Walter Kollo, T.: Rideamus)
- Soldatenlied (aus der Operette „Drei alte Schachteln“) (M.: Walter Kollo, T.: Rideamus)
- Na, nun geht es schon wieder so’n bisschen (aus der Operette „Drei alte Schachteln“) (M.: Walter Kollo, T.: Rideamus)
- Jott, was sind die Männer dumm (aus der Operette „Drei alte Schachteln“) (M.: Walter Kollo, T.: Rideamus)
- Wenn ick mir so in dem Trimoh bekieke (aus der Operette „Drei alte Schachteln“) (M.: Walter Kollo, T.: Rideamus)
- In Tegel gibt’s lockere Vögel (M.: Franz Schmidt-Hagen, T.: Hermann Frey)
- Alleene, janz alleene (Ludwig Mendelssohn)
- Das Lied von meinem Kleenen (Ludwig Mendelssohn)
- Die Unschuld vom Lande (M.: Kapeller, T.: Paul Lindau)
- Warum soll er nicht mit ihr? (aus der Revue „An Alle“) (Walter Mendelssohn)
- Immer ran an’ Speck (Walter Mendelssohn)

## 1920
- Die Tugend ist ’ne sonderbare Tugend (aus der Operette „Wenn Liebe erwacht“) (Eduard Künneke)
- Grad’ so wie du (aus der Operette „Wenn Liebe erwacht“) (Eduard Künneke, mit Carl Geppert)
- Zur Frühlingszeit, zur schönen Frühlingszeit (aus der Operette „Wenn Liebe erwacht“) (Eduard Künneke, mit Carl Geppert)
- Wer wird denn weinen, wenn man auseinandergeht (aus der Operette „Die Scheidungsreise“) (M.: Hugo Hirsch T.: Arthur Rebner)
- Piefke in Paris (Ralph Benatzky)
- Gotthold Bemmchens Abenteuer (M.: Robert Stolz, T.: Kurt Robitschek)
- Das Lied vom Avec (Hugo Leonhard)
- Ach, wie ich die Lena liebe (Schusterjungenlied) (von Carl Geppert, aus der Operette „Immer die verflixte Liebe“ von Anton Profes, T.: Hans Jansen-Jakobs)
- Schiebermaxe (M.: Walter Kollo, T.: Hermann Frey)
- Krause ist ein lieber Junge (Ralph Benatzky)
- Berliner Bummellied
- Marutschka

## 1921/22
- Ich brauch ’nen Mann (= Europacouplet) (aus der Operette „Die Ehe im Kreise“) (Eduard Künneke)
- Hei, Shimmy, so klingt es (aus der Operette „Die Ehe im Kreise“) (Eduard Künneke, mit Kurt Lilien)
- Mädel, wenn die bösen Buben locken (Alfredy)
- Mitten in der Nacht (Erich Franz Glaser, Harry Hauptmann)
- Ohne Licht (M.: Ehrlich, T.: Pflanzer)
- Abends vor der Türe (im Berliner Volkston) (Ludwig Mendelssohn)
- Zieh’ doch dein Dirndl an (aus „Bitte zahlen“) (M.: Rudolf Nelson, T.: Tucholsky)
- Fang’ nie was mit Verwandtschaft an (aus „Bitte zahlen“) (M.: Rudolf Nelson, T.: Tucholsky)
- Wir woll’n den Gram in Sekt ertränken (aus der Operette „Die Ehe im Kreise“) (Eduard Künneke, mit Lori Leux und Ilse Marwenga)
- Aber ärgern über Männer, nee, das tu’ ich nicht (Wilhelm Aletter)

## 1922
- Das Gänschen (Bruno Granichstaedten)
- Wenn du schlau bist (Wilhelm Aletter)
- Ick war uff alles jefasst (Ludwig Mendelssohn)
- Eh du mon Dieu, mon Dieu (Frank Wedekind)
- Das rote Kleid (M.: Rudolf Nelson, T.: Fritz Grünbaum)
- Berliner Tempo (Friedrich Hollaender)
- Ich bin ja nicht schön, aber frech (M.: Rudolf Nelson, T.: Fritz Prager)
- Brigitte B. (Wedekind)
- So ein Kamel (M.: Paul Pallos, T.: Fritz Grünbaum)
- Hier wird nicht jedrängelt (Fritz Loewe)
- Püppchen Liese (M.: Elit Worsing, T.: Arthur Rebner)
- Der alte Faun (M.: Victor Hollaender, T. Eddy Beuth)
- Es hat ja doch jeder seine eig’ne Note (Loewe)

## 1923
- Und willst du nicht die meine sein – na schön – dann nicht (Robert Stolz)
- Komm mein Schatz, wir trinken ein Likörchen (Preil)
- Weine nicht, mein Liebling, weine nicht (Arthur Rebner, Richard Rillo)
- Jonny (Friedrich Hollaender)
- Mensch, komm mal rüber (Harry Waldau)
- Warum kieckste mir denn immer uff die Beene (Harry Waldau)
- Hätt’ Franz doch bloß kein Freund man nich (Monolog einer Köchin) (Ludwig Mendelssohn)
- ’s ist janz ejal (Maurice Yvain)
- Maskenball im Ziegenstall (Kollo)
- Groschenlied (Friedrich Hollaender)
- Bauer und Soubrette (Albert Szirmai)
- Aber mein muss er sein, janz allein (Meyer-Helmund)
- Ja, die Liebe hat ihre Launen (Rudolf Nelson)
- Dornröschen aus’m Wedding (M.: Friedrich Hollaender, T.: Hermann Vallentin)

## 1924
- Die alte Kuchenfrau (Kurt Baumeister)
- In Berlin auf dem Kurfürstendamm (Prager)
- Oh Marianka! Komm auf die Banka (Ernö Geiger, Arthur Rebner)
- Tutankhamen-Shimmy (Jaro Benes)
- Das Dirndlkleid (Prager)
- Ausgerechnet Bananen! (Frank Silver und Irving Cohn, deutscher Text von Fritz Löhner-Beda)
- Wenn du nicht kannst, lass mich mal (Theo Körner, Fritz Grünbaum)
- Die Mädels von Java (Henry Richards, Fritz Grünbaum)
- Ich sag’ nicht ja, ich sag’ nicht nein (aus der Operette „Senora“) (Hugo Hirsch)
- Lied der Pompadour (aus der Operette „Madame Pompadour“) (M.: Leo Fall, T.: Rudolf Schanzer und Ernst Welisch)
- Jedes Mädel kriegt mal Einen (aus der Revue „Die Welt ohne Schleier“) (Paul Hühn)
- Die Tausend-Kronen-Note (Harry Waldau)
- Wenn ich dich seh, dann muss ich weinen (Werau)
- Halt’ dich fest, dass du die Balance nicht verlierst (aus der Operette „Mädi“) (Robert Stolz)
- Das kann nur ein Schwips sein (aus „Treffen Dorado“) (Rudolf Nelson)
- Mein Maxe (Walter Mendelssohn)
- Witwe Meyer (Walter Mendelssohn)
- Herrgott, schütz mir vor die Liebe (M.: Erich Ziegler, T.: Hans Pflanzer)
- Fräulein, woll’n Sie nicht (Willy Prager)

## 1925
- Schatz, ach Schatz (aus der Revue „An alle“) (Max Bertuch)
- Wenn die kleinen Mädchen nah an Sechzehn (M.: Theo A. Körner, T.: Willy Prager)
- Wenn’s duster is im Friedrichshain (Walter Mendelssohn)
- Der olle Leierkastenmann (Walter Mendelssohn)
- Der Jungfrauen-Verein von Ixenthal (Walter Mendelssohn)
- Mein kleines Wonnepröppchen (Walter Mendelssohn)
- Mensch, lach’ doch! (Walter Mendelssohn)
- Wenn Evelyne nur die Achsel zuckt (Otto Stransky)
- Erst hat er zu ihr „Sie“ gesagt (Willy Prager)
- Wenn zwei verliebt sind, soll man sie nicht stören (M.: Julian Fuhs, T.: Willy Prager)

## 1926
- Er jeht mit se (Walter Mendelssohn)
- Man kann auch treu sein (Arthur Rebner)
- Was nützt mir der schönste Grunewaldsee (M.: Fritz Loewe, T.: Robert Gilbert)
- Wenn wir Mädchen jung sind, gehen die Männer ran! (Marcel Boissier)
- Raus mit den Männern aus dem Reichstag (aus der Revue „Von Mund zu Mund“) (Friedrich Hollaender)
- An der Panke – an der Wuhle – an der Spree (M.: Hans Mey, T.: Hans Brennert)
- Im Nußbaum links vom Molkenmarkt (M.: Hans May, T.: Hans Brennert)
- Juni, Juli und August, schwindet jede Liebeslust (Willy Prager)
- Dösköppe haben heut’ keinen Platz, lieber Schatz (Walter Mendelssohn)
- Erna geht mit Max’n bisken segeln (Ernst Kaufmann)
- Een Dröpken aus de Panke (aus der Revue „Von Mund zu Mund“) (M.: Hans May, T.: Hans Brennert)
- Ich bin nicht für die Treue gemacht (aus der Revue „Von Mund zu Mund“) (M.: Irving Caesar, T.: Robert Gilbert)
- Berliner sein genügt (aus der Charell-Revue „Von Mund zu Mund“) (Hans Brennert, Hans May)
- Max, nimm dir doch den Schnurrbart ab (Richard Hirsch)
- Komm mit mir, Karoline (Willy Prager)
- Sag’ mir wann (Willi Weill)
- Nur ein kleiner Schwips (= Just a little drink) (M.: Byron-Gray, T.: Otto Stransky und Fritz Rotter)

## 1927
- Wie wohl ist mir am Wochenend (M.: A.M. Werau, T.: Hans Pflanzer)
- O wie praktisch (Friedrich Hollaender)
- Ich seh in deine Stimme du bist ne.

## 1928
- Mich hat ein fremder Mann geküsst in der Nacht (M.: Marbot, T.: Elow)
- Was braucht der Berliner um glücklich zu sein? (M.: Fritz Paul, T.: Werner Hassenstein)
- Autolied (= Hanomag) (M.: Sigismund Witt, T.: Heide Sachs)
- Ich rolle Punkt (M.: Sigismund Witt, T.: Heide Sachs)
- Die Kartenlegerin (M.: Paul Strasser, T.: Heide Sachs)
- Die Käseelse (M.: Hans May, T.: Hans Brennert)
- Muckepicke (M.: Otto Stransky, T.: Heide Sachs)
- Guido vom Lido (M.: Sigismund Witt, T.: Willy Hagen)
- Haben wir det nötig? (M.: Wismar Rosendahl, T.: Erich Kersten)
- Emilie vom Kurfürstendamm (M.: Otto Stransky, T.: Jul. Arendt)
- Hannelore (M.: Horst Platen, T.: Willy Hagen)
- Das Lied von der Kreatur (M.: J. Rosenberg, T.: Curt Peiser)
- Einmal lebt man nur (M.: Wismar Rosendahl, T.: Hermann Frey)
- In Weißensee träumt eine alte Pappel (M.: Wismar Rosendahl, T.: Hermann Frey)
- Junkel-Funkel (M.: Wismar Rosendahl, T.: Hermann Frey)
- Brief an die Mutter (= Hat er gesagt, hab ich gesagt) (M.: Ludwig Schüller, T.: Erich Kersten)

## 1929
- Kannst du mich denn noch ein bisschen leiden? (Wismar Rosendahl)
- Der grüne Aal (Prosa) (T.: Heide Sachs)
- Die Ballade vom linken Been (M.: Otto Stransky, T.: Leo Hirsch)
- Lied der Harfenjule (M.: Paul Strasser, T.: Walter Mendelssohn)
- Er ist nach mir ganz doll (M.: Carl Hötzel, T.: Georg Wallis)
- Darum trinken wir noch eins (Marsch aus der Operette „Drei kleine Mädels“) (Willi Kollo)
- Die Großstadtpflanze (= Eene, meene, ming, mang) (Erich Einegg)
- Boxermaxe (M.: Paul Strasser, T.: Erich Kersten)
- Die Tante is nich meine Tante (M.: Paul Strasser, T.: Jul. Arendt)
- Wegen Emil seine unanständige Lust (M.: Paul Strasser, T.: Jul. Arendt)
- Lieber Leierkastenmann (Willi Kollo)
- Mein Schorsche mit der Forsche (Emil Hartmann)

## 1930
- Das Lied vom Vater Zille (= Sein Milljöh) (M.: Willi Kollo, T.: Willi Kollo und Hans Pflanzer)
- Det muss man jarnich ignorieren! (M.: Paul Strasser, T.: Erich Kersten)
- Man ist nur einmal jung! (M.: Richard Fall, T.: Rud. Bernauer)
- Mein Paulchen ist weg (M.: Otto Stransky, T.: Felix Josky)
- Verliebt – verlobt - verheiratet (M.: Werau, T.: Hans Pflanzer)
- Gassenhauer (Theobald Tiger = Tucholsky)
- Die Flundern, die werden sich wundern (M.: Walter Kollo, T.: Leo Leipziger)
- Der Korporal (Ein Volkslied)
- Mein Kleener (Ludwig Mendelssohn)
- Das moderne Mädel (M.: Claire Waldoff, T.: Erich Kersten)
- Wegen dir… (Erich Einegg)
- Gespräch mir meiner Freundin Marie (M.: Ernst Leibholz, T.: Lisa Simonis)
- Adolf (Theobald Tiger = Kurt Tucholsky)
- Das Lied vom Jagdschein (Theobald Tiger = Tucholsky)
- Die Sonntagskluft (M.: Ernst Leibholz, T.: Lisa Simonis)
- Warum kommste denn schon wieder mal so spät Marie? (M.: Hugo Hirsch, T.: Willy Hagen)
- Vier Stationen (M.: Erich Einegg, T.: Claire Waldoff)
- Der Einbruch bei Tante Klara (M.: Käthe Hyan, T.: Hans Hyan)

## 1931
- Lied der Portokasse (Hermann Schultze-Buch)
- Mutterns Hände (M.: Claus Clauberg, T.: Kurt Tucholsky)
- Nutt nutt nutt ooch kaputt is die Walze (Walter Mendelssohn)
- Im grünen Klee (M.: Hermann Leopoldi, T.: Beda)
- Die Liebe hat mit Klugheit nichts zu schaffen (M.: Eduard Künneke, T.: Rideamus)
- Hallelujah (Willi Kollo)
- Kremserlied (= Als der Kremser noch fuhr raus ins Grüne) (Willi Kollo)
- Happy end (= Na und denn) (M.: Claus Clauberg, T.: Theobald Tiger = Tucholsky)
- Mir ist schon wieder so, ick weeß nich wie (M.: Henry Kassbon, T.: Erich Kersten)
- Sabinchen war ein Frauenzimmer (Schaurige Drehorgelballade) (M.: W. Aletter)
- Warum liebt der Wladimir grade mir? (Foxtrot) (M.: Hans May, T.: Robert Gilbert)
- Hier sitz ich auf Rasen (altes Studentenlied)
- Schlaflied für Molleken (M.: Claus Clauberg, T.: Frank Günther)
- Einmal geht jeder Sturm vorbei (M.: Marcel Boissier, T.: Harry Kornblum)
- Die Direktrice (M.: Claus Clauberg, T.: Felix Josky)
- Minna muss zum Film (M.: Otto Stransky, T.: Felix Josky)
- Lulu unterwegs nach der Barminstraße (M.: Claus Clauberg, T.: Kurt Steinfeld)
- Die Radpartie (Helmut Markiewicz)
- Die Chance der Rennbahn (M.: Claire Waldoff, T.: Kurt Steinfeld)
- Erinnerungen an meinen Hermann (M.: Claus Clauberg, T.: Erich Kersten)

## 1932
- Unsere Havel ist unser Rhein (M.: Paul Strasser, T.: Harry Kornblum)
- Es gibt nur ein Berlin (Marschlied) (M.: Willi Kollo, T.: Willi Kollo und Hans Pflanzer)
- Es wird in hundert Jahren wieder so ein Frühling sein (M.: Nico Dostal, T.: Robert Gilbert)
- Die unzufried’ne Ehefrau (= Warum hast de mir denn bloß geheirat’t) (M.: Claus Clauberg, T.: H.L. Rumpf)
- Die Zwiebelkur (M.: Claus Clauberg, T.: Kurt Steinfeld)
- Wenn Willi „Püppchen“ zu mir sagt (Helmut Markiewicz)
- Warum willst du mich denn ganz verlassen? (Hofsängerlied)
- Was hat man eigentlich von der Liebe? (M.: Claus Clauberg, T.: Werner Hassenstein)
- Ich hab’ so’n Krach mit meinem Mann (M.: Claus Clauberg, T.: Felix Josky)
- Aus Großmutters Liederbuch (= Die Rose und der Falter) (trad.)
- Fritze Bollmann wollte angeln (Volkstümliches Lied aus dem Raum Brandenburg und Berlin)
- Mädel, komm mit (M.: Oscar Jascha, T.: F. Kahn)
- Ein Meter zwanzig vom Autobus 2 (aus dem Film „Ich geh’ aus und du bleibst da“) (M.: Otto Stransky, T.: Otto Stransky und Karl Brüll)
- Dann bist du jung, dann bist du alt (Erich Kersten)
- Mein Yo-Yo (Erich Kersten)
- Wie denkste dir denn det mit uns beiden? (M.: Edmund Nick, T.: Gertrud Renner)
- Der rosaseidene Schlüpfer

## 1933
- Werderlied (= Was willst du denn im Engadin?) (M.: Erwin Strauss, T.: Käthe Huldschinsky)
- Ich kann um zehne nicht nach Hause geh’n (M.: Claus Clauberg, T.: Erich Kersten)
- Unsere Minna (M.: Claus Clauberg, T.: Erich Kersten)
- Menschliches – Allzumenschliches (M.: Claus Clauberg, T.: Erich Kersten)
- Mach’ kein Meckmeck’ (M.: Mac Rauls, T.: Erich Kersten)
- Hätt’ste det von Ferdinand jedacht? (M.: Mac Rauls, T.: Willy Hagen)
- Bei mir da häng’ste (= über meinem Bett) (M.: Alex Stone und Walter Borchert, T.: Alex Stone und Friedrich Schwarz)
- Dann wackelt die Wand (M.: Mac Rauls, T.: Erich Kersten)
- Gruß an unsere Heimat (M.: Werner Schütte, T.: Erich Kersten und Koenigsborn)
- Nu schön, da haben wir eben Pech gehabt (= Ich hab ein Herz) (M.: Werner Schütte, T.: Erich Kersten und Koenigsborn)

## 1934
- Die Ballade vom allzufleißigen Berliner

## Undatiert
- Ach, ein Mädchen macht sich nichts daraus (M.: Rudolf Meinhard/Ludwig Mendelssohn)
- Ach Schatz, die Leute (Franz Adler)
- Adolar (M.: Wismar Rosendahl, T.: Hermann Frey)
- Alfrieds Los (Claus Clauberg)
- Alles kommt im Leben einmal wieder (M.: Claire Waldoff, T.: Alfons Hayduck)
- Alle spielen Blindekuh.
- Anruf an alle modernen Mädchen.
- August reg dir bloß nich uff.
- Ballade um Nantes und Jumbos Liebestod.
- Ballade von der Jungfrau Cordula (Kurt Baumeister)
- Berlin (Claus Clauberg)
- Berlin, Berlin, ich kenn’ dich nicht mehr wieder (Fritz Ginzel)
- Berliner Blut, Berliner Blut is jut.
- Berliner Mädels.
- Berliner Margueritentanz I, II, III (Tucholsky)
- Berliner Wiegenlied (M.: Claus Clauberg, T.: Frank Günther)
- Bilanz der Liebe.
- Bleib’n Se auf’n Teppich.
- Bloß Adalbert, det Aas (Alex Stone)
- Charlott, total verrückt.
- Da geht mir der Hut hoch (M.: Werner Schütle, T.: Erich Kersten)[2]
- Dagobert.
- Das Lied von der grünen Wiese.
- Das Lied von der wahren Liebe.
- Der Boxermaxe (Paul Strasser)
- Der Frosch (M.: Martin Knopf, T.: Eddy Beuth)
- Der Kanonier (Soldatenlied)
- Der kleine Herr Steppke (M.: Claus Clauberg, Erich Kesten)
- Der Klugschieter (M.: Claus Clauberg, T.: Erich Kesten)
- Der Puls von Witwe Schulz (M.: O.B. Roeser, T.: Harry Senger)
- Der Schlips im Kohlenkasten (Sprechtext: Charlie Roellinghoff)
- Die größte Entdeckung des Lebens (Claus Clauberg)
- Die praktische Berlinerin (Friedrich Hollaender)
- Die Trommel ruft (Soldatenlied, 1915)
- Du mein Berlin (M.: Georg Mewes, T.: Harry Senger)
- Emil (Otto Stransky, T.: Areuß-Benefeld)
- Familie Gänseklein (M.: Erich Einegg, T.: Erich Kersten)
- Frühlingslied (Carl Hötzel)
- Gleichet nicht den Fröschen (Wilhelm Lindemann)
- Golf (M.: Schütt, T.: Willy Hagen)
- Heinrich heeßt er (nach der Melodie „Hermann heeßt er“, T.: Claire Waldoff)
- Hier sitz ich am Tische, von Freunden umkränzt (Kommersbuch-Lied)
- Ich bin und weiß nicht was.
- Ich fühl, det ick wat Feines bin (Willy Prager)
- Ick lass mir nich de Neese verpatzen (M.: Paul Strasser, T.: Julian Arendt)
- Im Dilemma.
- Ja wenn du denkst, nu kannste (M.: Paul Strasser, T.: Loewenburg)
- Jottlieb Neumann (Ludwig Mendelssohn)
- Junger Mann, kauf dir ’ne Zeitung (M.: Henry Kassbon, T.: Erich Kersten)
- Knoll, der stramme Grenadier (Wilhelm Lindemann)
- Lied über einen Kriegsgefangenen aus Kanada.
- Line mit’s große Temperament.
- Mädel, du bist für die Liebe gemacht (M.: Anton Profes, T.: Hans Pflanzer)
- Mädel, kriegst di keinen Mann (aus dem Singspiel „Hofball bei Zille“) (M.: Hans May, T.: Hans Brennert)
- Mariechen saß weinend im Garten (Küchenlied)
- Meine kleine Villa (Helmut Markiewicz)
- Meine schwache Seite (M.: Claus Clauberg, T.: Erich Kesten)
- Mensch, dir hängt ja’n Zippel raus (Hermann Schulz-Buch)
- Mensch, heerst du den Grammophon (aus dem Singspiel „Hofball bei Zille“) (M.: Hans May, T.: Hans Brennert)
- Reserve hat Ruhe.
- Schnuppquadrat (Wilhelm Lindemann)
- Schulzens Töchter (Ludwig Mendelssohn)
- Solang nicht die Hose am Kronleuchter hängt (M.: Walter Kollo, T.: Hermann Frey)
- Soldatenlied.
- Sinntagskluft.
- Strempels Mieze.
- ’s wird schon wieder Morgen werden (Jolson, Conrad, de Sylva)
- Tante Ida (W. Rosendahl)
- Und dann kommste nicht (M.: Claus Clauberg, T.: Lilly Austerlitz)
- Verwandlungen (M.: Claus Clauberg, T.: Erich Kersten)
- Was mein Bruder sang (M.: Victor Hollaender, T.: Julius Freund)
- Wat hängt bei de Leute an de Wand (Claus Clauberg)
- Wat hat denn der Bräut’gam von der Braut (Carl Hötzel)
- Wat kiekste mir denn immer in die Bluse (M.: Hugo Hirsch, T.: Alfred Berg)
- Wenn ick dir lieben soll (W. Rosendahl)
- Wenn man allein ist (Hugo Hirsch)
- Wer schmeißt denn da mit Lehm (Claire Waldoff)
- Willst du Minister sein.
- Wirst du deinem Mädel schnuppe (Scheibenhofer)
- Woher nehmen und nicht stehlen.
- Zeppeline (M.: Rudolf Nelson, T.: O.A. Alberts)